# Touvois
Touvois est une commune de l'Ouest de la France située dans le département de la Loire-Atlantique, en région Pays de la Loire.
La commune fait partie de la Bretagne historique, dans le pays traditionnel du pays de Retz et dans le pays historique du Pays Nantais. La commune a aussi fait partie des Marches communes de Bretagne-Poitou, entre pays de Retz et Vendée historique.
Touvois comptait 1 746 habitants au recensement de 2014.

## Géographie

Situation de la commune de Touvois dans le département de la Loire-Atlantique.

La commune de Touvois est située au sud du département de la Loire-Atlantique, à la limite du département voisin de la Vendée. Au XIXe siècle, le territoire communal s'est étendu sur le département voisin de la Vendée au détriment de la commune vendéenne de Grand'Landes.
| Saint-Étienne-de-Mer-Morte |                   | Corcoué-sur-Logne     |
| Froidfond (Vendée)         | Touvois           | Legé                  |
|                            | Falleron (Vendée) | Grand'Landes (Vendée) |

### Climat
Pour des articles plus généraux, voir Climat des Pays de la Loire et Climat de la Loire-Atlantique.
En 2010, le climat de la commune est de type climat océanique franc, selon une étude du CNRS s'appuyant sur une série de données couvrant la période 1971-2000. En 2020, Météo-France publie une typologie des climats de la France métropolitaine dans laquelle la commune est exposée à un climat océanique et est dans la région climatique Bretagne orientale et méridionale, Pays nantais, Vendée, caractérisée par une faible pluviométrie en été et une bonne insolation.
Pour la période 1971-2000, la température annuelle moyenne est de 12,1 °C, avec une amplitude thermique annuelle de 13,5 °C. Le cumul annuel moyen de précipitations est de 841 mm, avec 12,2 jours de précipitations en janvier et 6,5 jours en juillet. Pour la période 1991-2020, la température moyenne annuelle observée sur la station météorologique de Météo-France la plus proche, sur la commune de Palluau à 12 km à vol d'oiseau, est de 12,6 °C et le cumul annuel moyen de précipitations est de 928,6 mm,. Pour l'avenir, les paramètres climatiques de la commune estimés pour 2050 selon différents scénarios d'émission de gaz à effet de serre sont consultables sur un site dédié publié par Météo-France en novembre 2022.

## Urbanisme

### Typologie
Au 1er janvier 2024, Touvois est catégorisée bourg rural, selon la nouvelle grille communale de densité à sept niveaux définie par l'Insee en 2022.
Elle est située hors unité urbaine et hors attraction des villes,.

### Occupation des sols
L'occupation des sols de la commune, telle qu'elle ressort de la base de données européenne d’occupation biophysique des sols Corine Land Cover (CLC), est marquée par l'importance des territoires agricoles (86,1 % en 2018), en diminution par rapport à 1990 (87,8 %). La répartition détaillée en 2018 est la suivante :
terres arables (52,5 %), zones agricoles hétérogènes (19,2 %), prairies (14,4 %), forêts (11,6 %), zones urbanisées (2,3 %). L'évolution de l’occupation des sols de la commune et de ses infrastructures peut être observée sur les différentes représentations cartographiques du territoire : la carte de Cassini (XVIIIe siècle), la carte d'état-major (1820-1866) et les cartes ou photos aériennes de l'IGN pour la période actuelle (1950 à aujourd'hui).

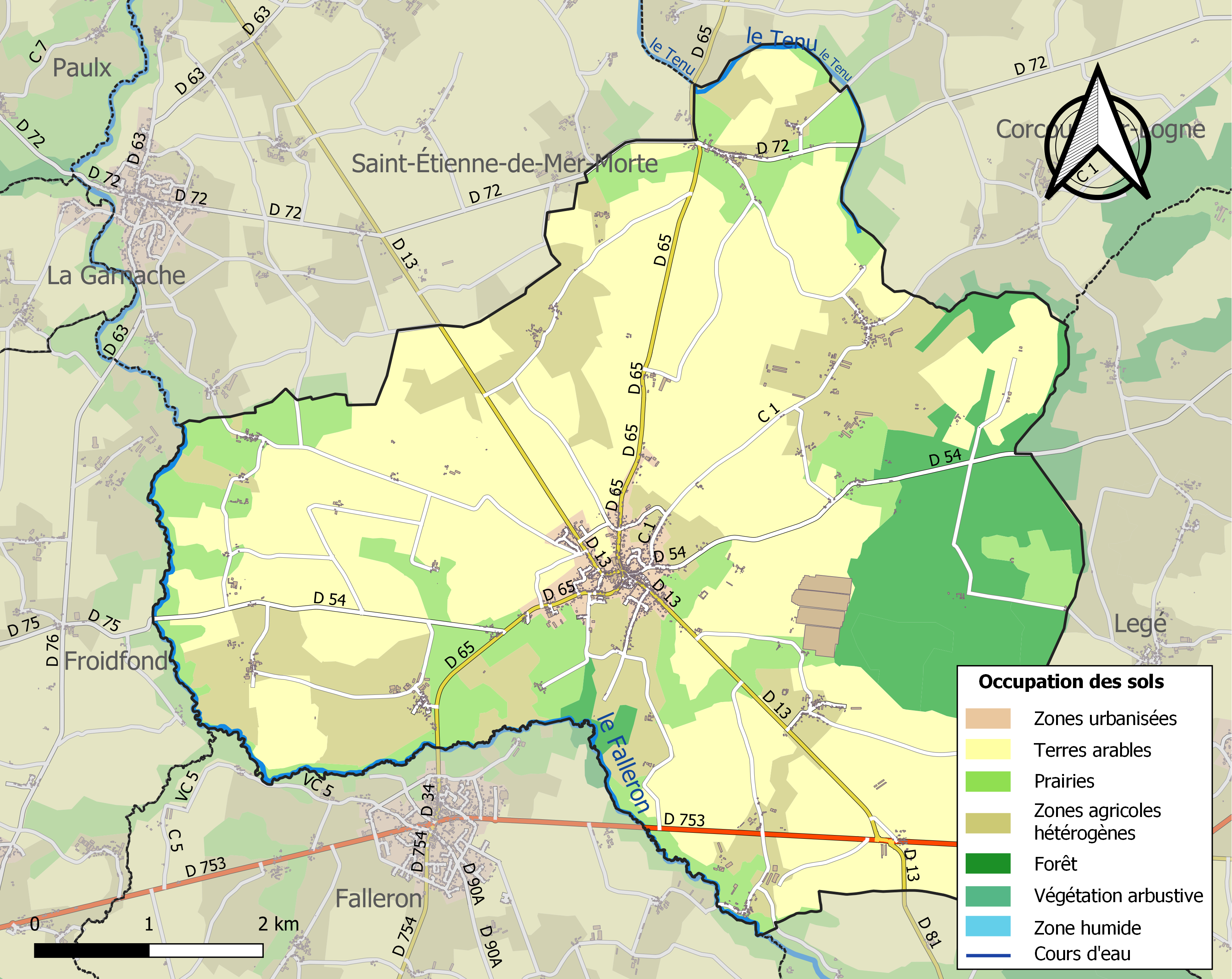
Carte des infrastructures et de l'occupation des sols de la commune en 2018 (CLC).

## Toponymie
Le nom de la localité est attesté sous les formes Tolvei en 1119, Tolveia en 1140.
Le nom de Touvois viendrait d’une forme gauloise Talavia ou du latin tollere, signifiant (enlever) et via (chemin). On peut voir dans ce nom une signification, à savoir que Touvois vient de « Toutes voies », ce qui est renforcé par le fait qu'il existe une route reliant Touvois à de nombreuses communes alentour, faisant de la commune une sorte de carrefour entre chacune d'entre elles. On pense que les pèlerins passaient à Touvois lors de leur pèlerinage vers Saint-Jacques-de-Compostelle, car on a retrouvé une coquille Saint-Jacques gravée sur une cheminée d'une très ancienne maison.
La commune se trouve dans le domaine linguistique du poitevin, au sud de la zone de transition avec le gallo. En gallo, le nom peut s'écrire Tovoae selon l'écriture ABCD ou Tôvouâ selon l'écriture MOGA. En poitevin comme en gallo, le nom de la commune se prononce [tovwɑ]. Une version en breton a été proposée au XXe siècle : Tolvez.

## Histoire
En 1150, un prieuré de femmes est fondé sous le nom de « Bademorière » ou « Bademoreria » par l'abbaye de Fontevrault en Anjou.
L'abbaye est dirigée par Pétronille de Chemillé (1115-1150), puis par Mathilde d'Anjou, fille du comte Foulque V d'Anjou. Le couvent a disparu depuis la Révolution. À partir des années 1850, il a été construit un ensemble de bâtiments et un logis, le tout de style italisant, s'inspirant du domaine de la Garenne Lemot près de Clisson. Le logis est d'ailleurs visible depuis la D 65 et depuis la D 72, qui traverse le village (le domaine est une propriété privée).
Au Moyen Âge, la châtellenie appartient à Raoul de Retz, puis elle passe entre les mains de la famille Leclerc de Juigné, seigneur de Juigné.
Sous l'Ancien Régime, la châtellenie de Touvois appartient au pays de Retz.

## Héraldique
| Blason | Blasonnement : De sinople au chef pal d'or chargé en abîme d'une coquille Saint-Jacques peinte au naturel. Commentaires : Blason conçu par l'héraldiste Michel Pressensé. |

## Politique et administration
| Période                                  | Période                | Identité               | Étiquette | Qualité                                            |
| ---------------------------------------- | ---------------------- | ---------------------- | --------- | -------------------------------------------------- |
| Les données manquantes sont à compléter. |                        |                        |           |                                                    |
| v. 1885                                  |                        | Charles de la Brunière |           |                                                    |
| v. 1914                                  |                        | Victor Blanchard       |           |                                                    |
| Les données manquantes sont à compléter. |                        |                        |           |                                                    |
| 1945                                     | mars 1971              | Pierre Gauvard         |           |                                                    |
| mars 1971                                | mars 1977              | Albert Tulleau         |           |                                                    |
| mars 1977                                | avril 1981 (démission) | Pierre Chauvin         |           |                                                    |
| avril 1981                               | juin 1995              | Marcel Barteau         | RPR app.  | Garagiste Conseiller général de Legé (1987 → 1994) |
| juin 1995                                | mars 2001              | Juliette Tessier       |           |                                                    |
| mars 2001                                | mai 2020               | Alain Charles          | DVG       | Conseiller en formation continue                   |
| mai 2020                                 | En cours               | Claude Le Calvez       |           | Cadre bancaire retraité, ancien adjoint            |

## Population et société

### Démographie

#### Évolution démographique
Les données concernant 1793 sont perdues.
L'évolution du nombre d'habitants est connue à travers les recensements de la population effectués dans la commune depuis 1800. Pour les communes de moins de 10 000 habitants, une enquête de recensement portant sur toute la population est réalisée tous les cinq ans, les populations de référence des années intermédiaires étant quant à elles estimées par interpolation ou extrapolation. Pour la commune, le premier recensement exhaustif entrant dans le cadre du nouveau dispositif a été réalisé en 2006.

En 2022, la commune comptait 1 936 habitants, en évolution de +7,92 % par rapport à 2016 (Loire-Atlantique : +6,68 %, France hors Mayotte : +2,11 %).
| 1800 | 1806 | 1821 | 1831  | 1836  | 1841  | 1846  | 1851  | 1856  |
| ---- | ---- | ---- | ----- | ----- | ----- | ----- | ----- | ----- |
| 571  | 537  | 926  | 1 269 | 1 256 | 1 318 | 1 350 | 1 420 | 1 478 |

| 1861  | 1866  | 1872  | 1876  | 1881  | 1886  | 1891  | 1896  | 1901  |
| ----- | ----- | ----- | ----- | ----- | ----- | ----- | ----- | ----- |
| 1 738 | 1 759 | 1 787 | 1 838 | 1 862 | 1 973 | 2 116 | 2 147 | 2 089 |

| 1906  | 1911  | 1921  | 1926  | 1931  | 1936  | 1946  | 1954  | 1962  |
| ----- | ----- | ----- | ----- | ----- | ----- | ----- | ----- | ----- |
| 2 083 | 1 935 | 1 676 | 1 636 | 1 623 | 1 563 | 1 583 | 1 618 | 1 542 |

| 1968  | 1975  | 1982  | 1990  | 1999  | 2006  | 2011  | 2016  | 2021  |
| ----- | ----- | ----- | ----- | ----- | ----- | ----- | ----- | ----- |
| 1 497 | 1 409 | 1 362 | 1 340 | 1 302 | 1 425 | 1 695 | 1 794 | 1 913 |

| 2022  | - | - | - | - | - | - | - | - |
| ----- | - | - | - | - | - | - | - | - |
| 1 936 | - | - | - | - | - | - | - | - |

#### Pyramide des âges
La population de la commune est relativement jeune.
En 2018, le taux de personnes d'un âge inférieur à 30 ans s'élève à 37,7 %, soit au-dessus de la moyenne départementale (37,3 %). À l'inverse, le taux de personnes d'âge supérieur à 60 ans est de 23,0 % la même année, alors qu'il est de 23,8 % au niveau départemental.
En 2018, la commune comptait 899 hommes pour 952 femmes, soit un taux de 51,43 % de femmes, légèrement supérieur au taux départemental (51,42 %).
Les pyramides des âges de la commune et du département s'établissent comme suit.
| Hommes | Classe d’âge | Femmes |
| ------ | ------------ | ------ |
| 1,2    | 90 ou +      | 4,2    |
| 7,3    | 75-89 ans    | 10,2   |
| 11,6   | 60-74 ans    | 11,5   |
| 17,1   | 45-59 ans    | 16,2   |
| 25,1   | 30-44 ans    | 20,3   |
| 13,3   | 15-29 ans    | 13,6   |
| 24,4   | 0-14 ans     | 24,0   |

| Hommes | Classe d’âge | Femmes |
| ------ | ------------ | ------ |
| 0,6    | 90 ou +      | 1,8    |
| 6      | 75-89 ans    | 8,6    |
| 15,1   | 60-74 ans    | 16,4   |
| 19,4   | 45-59 ans    | 18,8   |
| 20,1   | 30-44 ans    | 19,3   |
| 19,2   | 15-29 ans    | 17,4   |
| 19,5   | 0-14 ans     | 17,6   |

## Culture locale et patrimoine

### Lieux et monuments
- L'ancienne demeure de la Grande-Thibaudières, disparue vers le XVIIIe siècle. Il ne subsiste que le porche daté du XVe siècle. Propriété de la famille Maistre en 1470, puis du Vendéen Henri d'Asnières, marquis d'Aizenay et baron de Palluau en Poitou.
- L'ancienne « préfecture » des Chauffetières, comportant jadis granges pour les chevaux et bâtiments pavés. Aujourd'hui, il ne subsiste qu'un seul mur de cette « préfecture » que l'on peut apercevoir dans le virage du village, le reste ayant été rasé au cours du XXe siècle pour y construire des bâtiments agricoles.
- La chapelle de Fréligné, visible de la D 65 en direction de Falleron en Vendée et datant des XIIe et XIIIe siècles, se situe à 2 km de Touvois. Cette route était très fréquentée à l'époque car elle était empruntée par les pèlerins qui partaient en direction des plages de Saint-Jean-de-Monts, ceux-ci pouvaient apercevoir Fréligné. La légende dit que la chapelle a été construite par deux capitaines anglais. Ils se seraient échoués au retour des Croisades et auraient fait vœu d'élever une chapelle dédiée à Notre-Dame[25]. La chapelle est bâtie en 1185 près du Falleron, cours d'eau qui marquait la frontière entre la Bretagne et le royaume de France[26]. Sa charpente est incendiée en 1793 et seuls les murs épais restent debout[25]. Elle est restaurée en 1821[26],[27]. La chapelle est un vaste rectangle de 24 × 8 m et dont les murs ont une épaisseur de 1,05 m et une hauteur de 5,50 m. Sa façade ouest est flanquée de deux contreforts plats sur les côtés ; au centre, une porte en arc brisé à trois voussures est percée dans un massif surmonté de deux contreforts qui encadrent une étroite fenêtre en meurtrière. L'intérieur est couvert d'une voûte en bois[25]. La nef unique s'achève par un chevet plat où sont percées deux petites fenêtres de plein cintre très ébrasées. Les vitraux, réalisés par F. Gérard, datent de 1885. La crédence trilobée et les fonts baptismaux datent du XIIIe siècle[28]. Ces derniers proviennent de l'ancien prieuré du Val de Morière[25]. Les pèlerins viennent à Fréligné surtout en septembre et les dimanches. Mais le grand pèlerinage est le dimanche le plus près du 8 septembre, qui est la fête de la nativité de la Vierge.

## Personnalités liées à la commune
- Jacques-Gabriel-Louis Le Clerc, marquis de Juigné (° 1727- † 1807), « marquis de Montaigu », lieutenant général des armées du roi, ci-devant son ministre plénipotentiaire en Russie, gouverneur des ville et citadelle d'Arras, syndic général des Marches communes, député aux États généraux de 1789 (noblesse des Marches communes). Le marquis de Juigné fit hommage au roi le 9 août 1774, pour ses châtellenies de Vieillevigne, Saint-Étienne-de-Mer-Morte, Touvois et Grandlieu. Il émigra quand vint la Révolution et sa terre de Vieillevigne fut vendue nationalement[29].
- Célestin Ringeard (1933-1996), l'un des sept moines de Tibhirine, né à Touvois. Il y fait ses études primaires avant le petit séminaire.
- Durant l'automne 2011, Touvois servit de lieu de tournage pour le film L'Oncle Charles d'Étienne Chatiliez avec Eddy Mitchell, Alexandra Lamy, Valérie Bonneton et Arnaud Ducret. Quelques scènes ont été tournées aux abords de la forêt de Touvois, dans le village de la Guerbillère, puis sur la route de la Rambaudière.

## Compléments